# 케플러-413b
케플러-413b는 2013년에 발견된 외계 행성이다. 해왕성과 같은 크기의 목성형 행성에 속한다.

## 설명
케플러-413b는 백조자리 방향으로 지구에서 2,300광년 떨어진 곳에 위치하고 있으며 연성계를 공전하는 행성이다. 쌍성인 모항성들은 각각 K형 주계열성과 M형 주계열성인데 케플러-413 A는 K형 주계열성이고 케플러-413 B가 M형 주계열성이다. 해왕성과 비슷한 크기의 얼음 행성이자 목성형 행성에 속한다. 이 외계 행성은 행성의 회전과 세차운동이 매우 빠르고 격렬한 행성으로 지구가 26,000년에 지축의 원을 그리지만 케플러 413b는 불과 11년만에 지축의 원을 그려 코마의 빠르기가 지구와는 비교불가일 정도로 빠른 행성이다. 이로 인하여 이행성은 계절의 변화가 매우 빠르고 기묘하다. 계절의 변화가 극심하게 격렬하기 때문에 이 행성의 내부는 불안정할 것으로 보이며 공전주기는 66일이다. 이는 태양계에서 태양과 가장 가까운 거리에서 공전하는 수성보다 더 가까운 거리를 공전하는 행성이다.

## 같이 보기
- 천문학
- 목성형 행성
- 외계 행성
- 백조자리